# Champs-Élysées (émission de télévision)
Pour les articles homonymes, voir Champs Élysées.
Champs-Élysées est une émission de variétés de la télévision française présentée par Michel Drucker et diffusée en direct à partir du 9 janvier 1982 à juin 1985 et de janvier 1986 jusqu'au 29 juin 1990 tous les samedis soir sur Antenne 2, soit environ 300 numéros, et de façon irrégulière sur France 2 du 13 novembre 2010 au 11 mai 2013.
L'émission doit son nom au fait qu'elle est réalisée en direct du Pavillon Gabriel, situé avenue Gabriel, le long de l'avenue des Champs-Élysées à Paris. L'indicatif musical du générique de l'émission a été composé par Jean-Pierre Bourtayre et Jean-Claude Petit. Le générique de 1989 conçu par Étienne Robial, dont la chorégraphie a été signée par Redha, a été réalisé par Mathias Ledoux pour un budget de plus de 3 millions de francs.

## Champs-Élysées 1982-1990
Beaucoup de vedettes des années 1980 sont passées dans cette émission, qu'elles soient débutantes ou confirmées. Certaines passaient plus fréquemment que d'autres telles Sylvie Vartan, Michèle Torr, Dalida, Rika Zaraï, Michel Sardou, Thierry Le Luron (beaucoup se souviennent du baiser de Bernard Giraudeau à Thierry Le Luron), Renaud, Coluche, Les Charlots, Jean-Jacques Goldman, Daniel Balavoine, Axel Bauer, Serge Gainsbourg, Michel Berger, Jacques Higelin… ainsi que quelques vedettes étrangères comme Kim Wilde, Phil Collins, Kate Bush ou Erasure… Céline Dion fit sa deuxième apparition en France dans Champs-Élysées. (La première étant dans l'émission Croque-Vacances). Le groupe The Cure y fera aussi deux apparitions pour y interpréter Close To Me et quelques mois plus tard, Boys Don't Cry.
En décembre 1983, l'émission diffuse le clip vidéo de la chanson Thriller de Michael Jackson.
Le 6 Octobre 1984, l'émission diffusera une "spéciale opérette" avec Francis Lopez, Georges Guétary, Annie Cordy, Jacques Balutin, etc.
En juillet 1985, Michel Drucker interrompt l'animation de l'émission pour cause de fatigue. L'émission est alors remplacée à la rentrée de septembre 1985 par Demain c'est dimanche, présentée par Désirée Nosbusch et Les Charlots. Mais devant le succès mitigé de cette émission, Michel Drucker revient avec Champs-Elysées à l'antenne dès le mois de janvier 1986, après la nomination de son frère Jean Drucker comme PDG d'Antenne 2.
En deux heures, chaque numéro de l'émission accueillait un invité d'honneur et passait en revue l'actualité musicale du moment, sans oublier l'actualité théâtrale ou cinématographique.
L'émission s'est fait connaître dans les pays non francophones par le fameux échange entre Serge Gainsbourg et Whitney Houston.
Entre 1988 et 1990, les diffusions de l'émission sont plus espacées, et moins fréquentes, pour diversifier les programmes du Samedi soir sur Antenne 2, d'autant plus qu'à la même période, l'émission est en concurrence avec l'émission de divertissement Sébastien c'est fou !, animée par Patrick Sébastien, diffusée sur TF1.   
Malgré un succès toujours présent, l'émission s'arrêta en 1990 lorsque Michel Drucker fut remercié par le président d'Antenne 2 de l'époque, Philippe Guilhaume, ce dernier jugeant que l'animateur était un « homme du passé », selon l'intéressé. Les émissions de cette période sont rediffusées régulièrement sur Mélody.

## Champs-Élysées 2010-2013
Le retour de l'émission était souhaité par de nombreux professionnels de la chanson. Michel Drucker accepte en 2010 de refaire Champs-Élysées sur France 2. Ce retour rappelle celui de Sacrée Soirée sur TF1 en 2007. Une première émission évènementielle est diffusée le 13 novembre 2010, toujours en direct du Pavillon Gabriel. Trois émissions ont été prévues dans un premier temps. La suite dépendra de l'accueil de ces trois émissions.
L'émission a été modernisée tout en gardant son générique et l'arrivée des invités en berline. Les « anciens » (Patrick Bruel, Charles Aznavour, Pierre Perret, Julien Clerc...) côtoient ceux de la nouvelle génération (Cœur de Pirate, Bénabar, Grand Corps Malade, Zaz... ) avec la présence d'humoristes du moment (Nicolas Canteloup, Anne Roumanoff...).
Un deuxième numéro est diffusé le 15 janvier 2011 et un troisième a été diffusé le 12 mars 2011.
La saison 2 de cette émission a débuté le 26 novembre 2011 à 20 h 40, toujours sur France 2.
La saison 3 a débuté le samedi 3 novembre 2012 avec en invités notamment Johnny Hallyday, Serge Lama, Robbie Williams, Florent Pagny, François Feldman, Jean-Luc Lahaye, Jeanne Mas, Gilbert Montagné...

### Audiences
Dès la première émission, France 2 devance TF1. Le 13 novembre 2010, elle réunit 27,5 % de parts de marché contre 13,7 pour TF1, arrivée 3e de la soirée derrière M6 et ses 13,8 pour Pékin Express.
La deuxième émission, diffusée le 15 janvier 2011, se place également en tête des audiences de la soirée avec 5,2 millions de téléspectateurs et 24,6 % de part d'audience.
Diffusée le 12 mars 2011, la troisième émission se place en deuxième position des audiences avec 3,7 millions de téléspectateurs et 17,5 % de part de marché, derrière Danse avec les Stars sur TF1 avec 24,7 % et devant NCIS : Los Angeles sur M6 avec 14,1 %[réf. nécessaire].
Quatre nouveaux numéros sont programmés en 2011. Le premier, qui a eu lieu le samedi 26 novembre, arrive en tête des audiences devant TF1, en attirant près de 5 millions de téléspectateurs[réf. nécessaire].
| Émission              | Date de diffusion       | Audience        | Audience        |
| Émission              | Date de diffusion       | Téléspectateurs | Parts de marché |
| --------------------- | ----------------------- | --------------- | --------------- |
| Saison 1 - Émission 1 | samedi 13 novembre 2010 | 5 801 000       | 27,5 %          |
| Saison 1 - Émission 2 | samedi 15 janvier 2011  | 5 200 000       | 24,6 %          |
| Saison 1 - Émission 3 | samedi 12 mars 2011     | 3 700 000       | 17,5 %          |
| Saison 2 - Émission 4 | samedi 26 novembre 2011 | 4 770 000       | 21,3 %          |
| Saison 2 - Émission 5 | samedi 10 mars 2012     | 3 350 000       | 14,1 %          |
| Saison 2 - Émission 6 | samedi 12 mai 2012      | 3 346 000       | 13 %            |
| Saison 3 - Émission 7 | samedi 3 novembre 2012  | 3 775 000       | 17,8 %          |
| Saison 3 - Émission 8 | samedi 16 février 2013  | 2 915 000       | 13 %            |
| Saison 3 - Émission 9 | samedi 11 mai 2013      | 3 149 000       | 14,3 %          |

## Les 40 ans (2022)
Michel Drucker annonce dans Touche pas à mon poste que l'émission devrait faire son retour à l'occasion des 40 ans de l'émission.
L'émission revient sur France 3 le samedi 21 décembre pour fêter les 40 ans de l'émission. Un documentaire nommé « Il était une fois Champs-Élysées : De 1982 à 1985... » pour découvrir les coulisses et les secrets avec des images parfois inédites et des infos insolites raconté par Michel Drucker et quelques artistes présents à l'époque dans l'émission. Puis un second documentaire la semaine suivante cette fois-ci nommé « Il était une fois Champs-Élysées : De 1986 à 1990 » racontant le retour de l'émission, jusqu'à son arrêt définitif en 1990.
La premier documentaire réunit 10 % de parts de marché pour 1 980 000 téléspectateurs. Le deuxième volet du documentaire complète le trio de tête (TF1, France 2) se hissant même devant M6, avec 1 646 000 téléspectateurs contre 1 379 000 pour M6, et réunissant près de 8,4 % de part de marché.

## Pour approfondir